# Gonar
Gonar (persiska: گونر, گنر, Gūner) är en ort i Iran.   Den ligger i provinsen Hormozgan, i den sydöstra delen av landet, 1 100 km sydost om huvudstaden Teheran. Gonar ligger 287 meter över havet och antalet invånare är 107.
Terrängen runt Gonar är platt åt nordväst, men åt sydost är den kuperad. Runt Gonar är det ganska glesbefolkat, med 25 invånare per kvadratkilometer. Närmaste större samhälle är Senderk, 4,1 km sydväst om Gonar. Trakten runt Gonar är ofruktbar med lite eller ingen växtlighet.